# Germiyan, Çeşme
Germiyan là một xã thuộc huyện Çeşme, tỉnh İzmir, Thổ Nhĩ Kỳ. Dân số thời điểm năm 2010 là 875 người.